# Eric Onyon
Eric Onyon es un deportista neozelandés que compitió en judo. Ganó una medalla de bronce en el Campeonato de Oceanía de Judo de 1975 en la categoría de –80 kg.

## Palmarés internacional
| Campeonato de Oceanía | Campeonato de Oceanía        | Campeonato de Oceanía | Campeonato de Oceanía |
| Año                   | Lugar                        | Medalla               | Categoría             |
| --------------------- | ---------------------------- | --------------------- | --------------------- |
| 1975                  | Christchurch (Nueva Zelanda) | Medalla de bronce     | –80 kg                |